# Julien Fournier
Pour les articles homonymes, voir Fournier.
Ne doit pas être confondu avec Julien Fournié.
Julien Fournier (né le 10 mars 1974 à Sanary-sur-Mer) est un dirigeant français de football. Il a exercé les fonctions de secrétaire général à l'Olympique de Marseille, puis de président au RC Strasbourg et de directeur du football à l'OGC Nice puis au Parme Calcio 1913.

## Biographie

### Carrière de dirigeant

#### Secrétaire général à l'Olympique de Marseille (2004-2009)
Il est secrétaire général de l'Olympique de Marseille jusqu'à l'intersaison 2009 et proche de Pape Diouf.

#### Président au Racing Club de Strasbourg (2009-2010)
Le 4 décembre 2009, il devient président du Racing Club de Strasbourg, à la suite de la vente par Philippe Ginestet de ses parts dans le club alsacien à la société anglaise FC Football Capital Limited. Il est à 35 ans le plus jeune président de l’histoire du RCS. En mars 2010, il est licencié par les dirigeants du club alsacien.

#### Directeur général à l'OGC Nice (2011-2019)
Il est nommé en juillet 2011 directeur général de l'OGC Nice. Le 11 janvier 2019, il annonce, avec le président Jean-Pierre Rivère, son départ du club niçois, en raison de désaccords avec les actionnaires chinois, notamment sur la stratégie à adopter en matière de recrutement.

#### Directeur du football à l'OGC Nice (2019-2022)
Le 29 août 2019, à la suite du rachat du club par le milliardaire britannique Jim Ratcliffe, il est nommé directeur du football du club niçois, alors que Jean-Pierre Rivère retrouve la présidence.
Le 6 juillet 2022, il quitte l’OGC Nice d'un commun accord.

#### Directeur du football au Parme Calcio (2022)
Le 3 septembre 2022, il rejoint Parme Calcio 1913, évoluant en Serie B, en tant que directeur du football. 
Le 16 décembre 2022, à peine trois mois après son arrivée, il quitte le club pour des raisons personnelles.